# Замосць (Накельський повіт)
Замосць (пол. Zamość) — село в Польщі, у гміні Шубін Накельського повіту Куявсько-Поморського воєводства.
Населення — 1639 осіб (2011).
У 1975-1998 роках село належало до Бидгощського воєводства.

## Демографія
Демографічна структура станом на 31 березня 2011 року:
|          | Загалом | Допрацездатний вік | Працездатний вік | Постпрацездатний вік |
| -------- | ------- | ------------------ | ---------------- | -------------------- |
| Чоловіки | 816     | 185                | 568              | 63                   |
| Жінки    | 823     | 188                | 522              | 113                  |
| Разом    | 1639    | 373                | 1090             | 176                  |